# Thera prouti
Thera prouti är en fjärilsart som beskrevs av Edward Alfred Cockayne 1927. Thera prouti ingår i släktet Thera och familjen mätare. Inga underarter finns listade i Catalogue of Life.